# Borišiće
Borišiće (cyr. Боришиће) – wieś w Serbii, w okręgu zlatiborskim, w gminie Sjenica. W 2011 roku liczyła 52 mieszkańców.